# Куракин, Василий Семёнович
Князь Василий Семёнович Куракин (ум. 19 января 1623) — русский стольник, рында и воевода в Смутное время и во времена правления Михаила Фёдоровича.

## Биография
Из княжеского рода Куракиных. Сын воеводы и боярина Семёна Андреевича Куракина (ум. 1606).
В 1608 году, при представлении государю папиных послов и в 1609 году цесарского посланника, упомянут стольником. В 1613 году находился первым рындою, а его брат князь Фёдор Семёнович вторым рындою при встрече персидского посла вместе со стольниками И. И. Чепчюговым и князем А. Ф. Литвиновым-Мосальским, которым отведена должность третьего и четвёртого рынд, но они, несмотря на несравнимые с ними по родовитости князей Куракиных, заместничали и отказались «схоронились», вызвав тем самым местническое дело. В 1614 году вместе со своим братом Фёдором Семёновичем местничал с князьями Семёном Васильевичем и Матвеем Васильевичем Прозоровскими, выиграв дело, боярская комиссия отправила Матвея Прозоровского в тюрьму.. В этот году он имел оклад 215 рублей и 1200 четвертей. В марте 1615 года князь Семён Прозоровский ещё раз проигрывает местническое дело князю Василию Семёновичу, но уже в полковом разряде. В 1615 году рында при приёме английского посла, обслуживал государя при его походе в Троице-Сергиев монастырь. В 1617 году первый стольник при обслуживании большого государева стола. В 1618 году рында при представлении государю шведского посла. В этом же году первый воевода русских войск во время обороны Москвы от войск Речи Посполитой во время Московского похода Владислава IV. Его отряд, в составе которого был и Юрий Лермонт, оборонял Арбатские ворота. В 1619 году упомянут стольником при приёмах, где обслуживал государев стол и вновь первый осадный воевода за Арбатскими воротами в Москве, а после первый воевода Большого полка в Туле. В 1620—1621 году упоминается при выполнении обязанностей стольника.
Умер в 1623 году, приняв монашеский постриг под именем Вассиан. Похоронен в Троице-Сергиевой лавре. Над его могилой был установлен надгробный камень с надписью: «Князь Василий Семёнович Куракин в иночестве Васиян представился 131 (1623) году января в 9 день».

## Семья
Супруга: дочь Дмитрия Пожарского — Ксения, в иночестве Капитолина (ум. 1625). Похоронена вместе с мужем в Троице-Сергиевом монастыре. Над могилой так же установлено надгробие с надписью: «Князя Василия Семёновича Куракина княгиня Ксения в иночестве Каптелина представилась 133 (1625) году августа в 22 день».
Сын:
- Иван Васильевич Куракин — рында и стольник.

Братья:
- Фёдор Семёнович Куракин — воевода и боярин.
- Григорий Семёнович Куракин — воевода и боярин.